# Mekitsa
La Mekitsa (in Bulgaro мекица, anche traslitterato comemekica; al plurale mekici) costituisce un tradizionale piatto bulgaro a base di pasta lavorata con yogurt e successivamente ben fritta. Le mekici sono composte da farina, uova, yogurt, lievito chimico, acqua, sale e olio. Nella cucina serba vengono chiamate mekike (sing. mekika). Sono simili alle lángos ungheresi. La Mekitsa, tradizionalmente, viene consumato come pasto per la colazione.
Dopo che l'impasto è lievitato, viene diviso in piccole sfere da stendere successivamente fino al raggiungimento di una superficie piatta e non troppo spessa, facendo attenzione a mantenere, al tempo stesso, la tipica forma circolare. Quindi, vengono fritte nell'olio bollente. Alcune ricette, suggeriscono di usare alternativamente il lievito, il bicarbonato di sodio, il latte o lo yogurt. Una ricetta originaria di Silistra usa lo yogurt e il pane di soda (pane al bicarbonato). Un'altra ricetta, originaria di un villaggio vicino Stara Zagora, raccomanda l'utilizzo di lievito e yogurt. Una ricetta originaria di Aytos, invece, suggerisce di usare il lievito e il latte.  Prima di friggere le mekici, si consiglia vivamente di modellarne la forma con le mani bagnate.
Al momento di servirle, le mekici vengono solitamente ricoperte con dello zucchero a velo o guarnite con marmellata, miele o con il sirene (un formaggio bianco simile alla feta). Possono anche essere mangiate con lo yogurt. A differenza delle lángos ungheresi, le mekici non vengono servite né con la maionese né con il ketchup e non sono guarnite così riccamente.
Il nome deriva dalla radice bulgara mek ("soffice") che si riferisce alla consistenza della vivanda. –itsa è un suffisso femminile della lingua slava.